# Danièle Obono

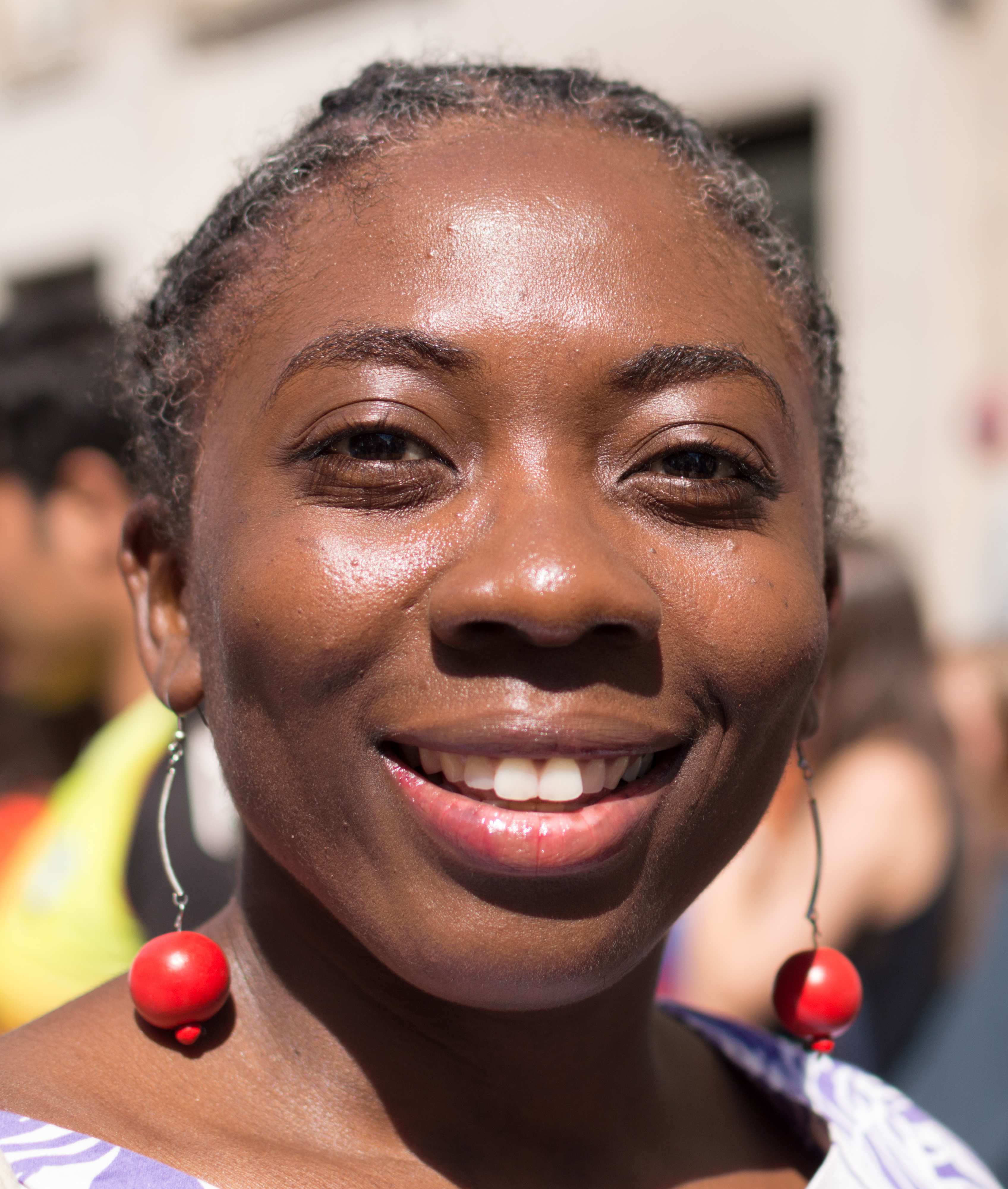
Danièle Obono

Danièle Obono (geboren am 12. Juli 1980) ist eine französische Politikerin, die seit 2017 als Abgeordnete in der Nationalversammlung den Pariser 17. Wahlkreis vertritt.  .

## Kindheit, Jugend, Ausbildung
Obono wurde am  12. Juli 1980 in Libreville in Gabun als Tochter einer Familie aus dem Kleinbürgertum geboren. Sie lebte in Gabun, bis sie zehn Jahre alt war. In  Montpellier besuchte sie ein Collège. Die französische Staatsangehörigkeit erlangte sie  2011.
Nach ihrem Universitätsabschluss wurde Obono Bibliothekarin in Paris.  Sie forschte zum Thema wirtschaftliche Beziehungen zwischen Frankreich und Gabun in der zweiten Hälfte des 20. Jahrhunderts unter der Leitung von Jacques Marseille und erlangte 2002  den Master an der  Université Paris 1 Panthéon-Sorbonne.

## Politische Laufbahn
Obono wurde bei der Parlamentswahl von 2017 auf der Liste von  La France Insoumise in die Nationalversammlung gewählt. Zusammen mit Alexis Corbière war sie Sprecherin von Jean-Luc Mélenchon.
Im Parlament war sie Mitglied im Gesetzgebungsausschuss, im Ausschuss für europäische Fragen und im Ausschuss für auswärtige Angelegenheiten.
Im August 2020 veröffentlichte die rechtsgerichtete französische Zeitschrift Valeurs actuelles unter dem Titel „Sommermärchen“ eine siebenseitige Fantasiegeschichte mit Illustrationen von Obono als Sklavin in Ketten, die, gefesselt neben einem Feuer, dem Sonnenuntergang entgegensieht. Der Artikel löste einen Aufschrei bei Politikern aller Parteien aus. Sie wurde bei der Parlamentswahl 2022 wie auch in der Paralemtswahl von 2024 im ersten Wahlgang wiedergewählt.
Im Oktober 2023, nach dem Terrorangriff der Hamas auf Israel, bejahte Onobo die Frage des Radiosenders Sud Radio, ob die Hamas eine „Widerstandsbewegung“
sei. Die Hamas, so Obono, sei „eine islamistische politische Bewegung mit einem bewaffneten Flügel, die die Befreiung Palästinas anstrebt und sich gegen die Besatzung [durch Israel] wehrt“. Sie sei „eine Widerstandsbewegung, die sich selbst als solche“ definiere. Ihre Äußerungen wurden von Politikern anderer Parteien, teilweise auch der LFI, scharf kritisiert als Verharmlosung einer Terrororganisation. Onobo schrieb daraufhin in den sozialen Medien, ihre Aussagen seien „weder eine Entschuldigung, noch eine Unterstützung, noch eine Befürwortung der abscheulichen Kriegsverbrechen gegen israelische Zivilisten“.

## Veröffentlichungen
- Aminata Dramane Traoré, figure de proue de l'altermondialisme africain., in: Chiara Bonfiglioli und Sébastien Budgen (Herausgeber): La planète altermondialiste., Textuel, Paris 2006, ISBN 978-2-84597-185-1.
- Interviews mit Danièle Obono und Caroline Fiat,  Paris, Éditions La Dispute, coll. Entretiens, 4. Oktober 2018, ISBN 978-2-84303-295-0.